# Johannes Johannis (1429–1482)
Johannes Johannis, född 1429, död 27 januari 1482 i Vadstena, var en svensk kyrkoherde i Vadstena församling.

## Biografi
Johannes Johannis föddes 1429 och var till åtminstone 1459 kyrkoherde i Vadstena församling, Vadstena pastorat. Den 30 september 1459 invigdes han till munk (ad officium prædicationis) i Vadstena kloster av biskopen Olaus Gunnari, Västerås stift. Johannis valdes 30 juli 1468 av de båda konventen till Vadstena klosters generalkonfessor. När man skulle undersöka abbedissan Katarina Ulfsdotters underverk 1475 var han det första vittnet. Johannis avsade sig tjänsten som generalkonfessor 1479 på grund av blindhet. Han avled 27 januari 1482 i Vadstena.